# Japanagromyza involuta
Japanagromyza involuta este o specie de muște din genul Japanagromyza, familia Agromyzidae, descrisă de Spencer în anul 1977. Conform Catalogue of Life specia Japanagromyza involuta nu are subspecii cunoscute.